# Иммендинген

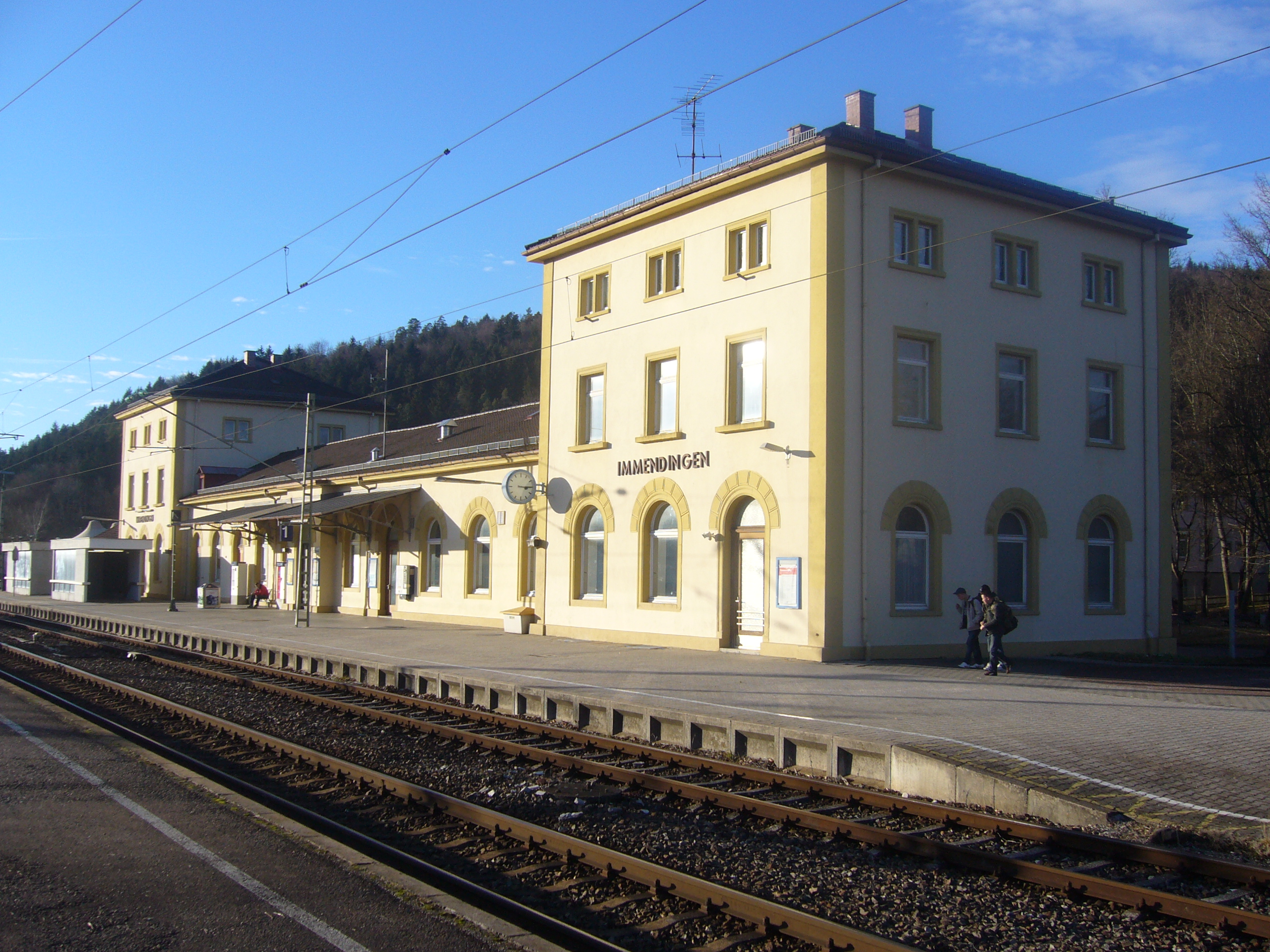
Одноимённая железнодорожная станция в черте Иммендингена

Иммендинген (нем. Immendingen) — коммуна в Германии, в земле Баден-Вюртемберг.
Подчиняется административному округу Фрайбург. Входит в состав района Тутлинген. Население составляет 5903 человека (на 31 декабря 2010 года). Занимает площадь 74,03 км².